# Cepos
Cepos é uma aldeia portuguesa do município de Arganil que foi sede da extinta Freguesia de Cepos.
A Freguesia de Cepos que tinha 14,03 km² de área e 135 habitantes (2011), e, portanto, uma densidade populacional de 9,6 hab/km², foi extinta em 2013 no âmbito de uma reforma administrativa nacional, tendo sido agregada à Freguesia de Teixeira, para formar uma nova freguesia denominada União das Freguesias de Cepos e Teixeira da qual é sede.
O foral do lugar de Cepos foi dado pelo Prior do Mosteiro de Folques em 1237. Este mosteiro foi historicamente proeminente na região, atribuindo forais de terras e lugares, bem como outros direitos de padroados e jurisdições.

## População
| População da freguesia de Cepos | População da freguesia de Cepos | População da freguesia de Cepos | População da freguesia de Cepos | População da freguesia de Cepos | População da freguesia de Cepos | População da freguesia de Cepos | População da freguesia de Cepos | População da freguesia de Cepos | População da freguesia de Cepos | População da freguesia de Cepos | População da freguesia de Cepos | População da freguesia de Cepos | População da freguesia de Cepos | População da freguesia de Cepos |
| ------------------------------- | ------------------------------- | ------------------------------- | ------------------------------- | ------------------------------- | ------------------------------- | ------------------------------- | ------------------------------- | ------------------------------- | ------------------------------- | ------------------------------- | ------------------------------- | ------------------------------- | ------------------------------- | ------------------------------- |
| 1864                            | 1878                            | 1890                            | 1900                            | 1911                            | 1920                            | 1930                            | 1940                            | 1950                            | 1960                            | 1970                            | 1981                            | 1991                            | 2001                            | 2011                            |
| 361                             | 371                             | 403                             | 422                             | 473                             | 476                             | 473                             | 558                             | 529                             | 440                             | 277                             | 226                             | 201                             | 174                             | 135                             |

| Distribuição da População por Grupos Etários em 2001 e 2011 | Distribuição da População por Grupos Etários em 2001 e 2011 | Distribuição da População por Grupos Etários em 2001 e 2011 | Distribuição da População por Grupos Etários em 2001 e 2011 | Distribuição da População por Grupos Etários em 2001 e 2011 | Distribuição da População por Grupos Etários em 2001 e 2011 | Distribuição da População por Grupos Etários em 2001 e 2011 | Distribuição da População por Grupos Etários em 2001 e 2011 | Distribuição da População por Grupos Etários em 2001 e 2011 | Distribuição da População por Grupos Etários em 2001 e 2011 |
| ----------------------------------------------------------- | ----------------------------------------------------------- | ----------------------------------------------------------- | ----------------------------------------------------------- | ----------------------------------------------------------- | ----------------------------------------------------------- | ----------------------------------------------------------- | ----------------------------------------------------------- | ----------------------------------------------------------- | ----------------------------------------------------------- |
| Idade                                                       | 0-14                                                        | 15-24                                                       | 25-64                                                       | > 65                                                        |                                                             | 0-14                                                        | 15-24                                                       | 25-64                                                       | > 65                                                        |
| 2001                                                        | 19                                                          | 17                                                          | 81                                                          | 57                                                          |                                                             | 10,9%                                                       | 9,8%                                                        | 46,6%                                                       | 32,8%                                                       |
| 2011                                                        | 3                                                           | 10                                                          | 49                                                          | 73                                                          |                                                             | 2,2%                                                        | 7,4%                                                        | 36,3%                                                       | 54,1%                                                       |

## Património
- Igreja de S. Sebastião (matriz)
- Capela de Nossa Senhora da Boa Viagem
- Poços da Cesta e do Pojadoiro
- Praia fluvial (no lugar de Casal Novo)